# Monster (canción de Imagine Dragons)
«Monster» (en español: «Monstruo») es una canción de la estadounidense de rock alternativo Imagine Dragons. Fue lanzada el 19 de septiembre de 2013 por medio de KIDinaKORNER e Interscope Records, cómo parte de la banda sonora del videojuego de rol de acción Infinity Blade III, y pertenece a la edición «Deluxe» del segundo álbum de estudio de la agrupación «Smoke + Mirrors». Fue escrita por Dan Reynolds y Wayne Sermon, el compositor Josh Mosser y el productor inglés Alex Da Kid.

## Composición
A diferencia de sus anteriores composiciones, «Monster» fue escrita principalmente por Dan Reynolds y Wayne Sermon, junto al compositor e ingeniero de audio Josh Mosser y el productor Alex Da Kid, quien también se encargó de producirla.
Es la primer canción de la banda que es escrita para un videojuego y marca la sexta aparición del grupo en bandas sonoras, después de «Hear Me» en Answers To Nothing, «On Top Of The World» en FIFA 13, «Lost Cause» para la banda sonora de Frankenweenie, «Ready Aim Fire» para el álbum recopilatorio de Iron Man 3 y «Who We Are» para la banda sonora de Los Juegos Del Hambre: En Llamas. En Infinity Blade III, la canción puede escucharse en la escena final del videojuego y cuando el jugador equipa el arma "Imagine Dragon".
Acerca de la creación de «Monster», Dan Reynolds comentó:

«Chair siempre ha estado a la vanguardia de los juegos móviles. Infinity Blade ha sido enorme y sentimos que la canción encaja perfectamente con el tono y las imágenes. Nosotros mismos somos grandes jugadores, así que no podríamos estar más emocionados.»
Dan Reynolds

## Presentaciones en vivo
«Monster» fue interpretada en vivo durante la última etapa del «Night Visions Tour», durante los shows en Vancouber, Canadá y en San Jose, California, en 2014. Posteriormente, fue presentada como Medley en el concierto de São Paulo, Brasil, durante el «Smoke + Mirrors Tour», junto a «Bleeding Out» y «Warriors».

## Uso en otros medios
«Monster» apareció en el video promocional del combate entre Daniel Bryan y Triple H para el PPV de la WWE WrestleMania XXX el 6 de abril de 2014.

## Lista de sencillos
| Monster: Descarga digital |           |                 |          |  |
| N.º                       | Título    | Artista(s)      | Duración |  |
| 1.                        | «Monster» | Imagine Dragons | 4:09     |  |

## Créditos
Adaptado del booklet de la edición «Super Deluxe» de «Smoke + Mirrors».
Monster
- Interpretado por Imagine Dragons.
- Escrito por Dan Reynolds, Wayne Sermon, Alex Da Kid para KIDinaKORNER y Josh Mosser.
- Producido por Alex Da Kid para KIDinaKORNER.
- Publicado por KIDinaKORNER / Universal, Songs of Universal, Inc. (BMI) o/b/o Alexander Grant y JMosser Music (BMI).
- Mezclado por Manny Marroquin en “Larrabee Studios”.
- Masterizado por Joe LaPorta en “Sterling Sound”.

℗ 2013 KIDinaKORNER/Interscope Records
Imagine Dragons
- Dan Reynolds: Voz.
- Wayne Sermon: Guitarra.
- Ben McKee: Bajo.
- Daniel Platzman: Batería.

## Posicionamiento en listas
| Lista (2013)                       | Mejor posición |
| ---------------------------------- | -------------- |
| Canadá (Hot 100)                   | 41             |
| Estados Unidos (Billboard Hot 100) | 78             |
| Estados Unidos (Rock Songs)        | 13             |

## Certificaciones
| País (Organismo certificador) | Certificaciones | Ventas certificadas | Ref.   |
| ----------------------------- | --------------- | ------------------- | ------ |
| Estados Unidos (RIAA)         | Oro             | 500 000             | [ 16 ] |

## Fecha de lanzamiento
| País           | Fecha                    | Formato          | Discográfica                    |
| -------------- | ------------------------ | ---------------- | ------------------------------- |
| Estados Unidos | 19 de septiembre de 2013 | Descarga Digital | KIDinaKORNER Interscope Records |